# Веховство
Веховство е името на философско и обществено-политическо направление в руските интелектуални среди от началото на 20 век. Названието си получава от програмния сборник „Вехи“ от 1909 година. Първият веховски сборник е „Проблеми на идеализма“ (от 1902 г.), а финалният – „От дълбините" (от 1918 г.). Веховците призовали интелигенцията да се откаже от колективизма, народничеството и нихилизма и да се опре на самостоятелността на човека и личната му отговорност за случващото се.

## Програмен сборник
„Вехи. Сборник статей о русской интеллигенции“ е издаден през март 1909 г. в Москва. Получава широк обществен отзвук. Към април 1910 г., сборникът е преиздаден четири пъти с общ тираж 16 000 екземпляра. В програмния сборник са поместени текстове на 7 автора: Н. Бердяев, С. Булгаков, П. Струве, С. Франк, М. Гершензон, Б. Кистяковски и Ал. Изгоев.